# Tribunales Agrarios
Los Tribunales Agrarios, fundados el 26 de febrero de 1992 en la Ciudad de México, son órganos jurisdiccionales especializados, encargados de dirimir controversias relacionadas con la tenencia de la tierra ejidal y comunal, que constituyen el régimen de propiedad social en México. 
Están conformados por una Sala Superior, denominada Tribunal Superior Agrario, y 56 Tribunales Unitarios Agrarios distribuidos en igual número de distritos judiciales agrarios  (artículo 2o de la Ley Orgánica de los Tribunales Agrarios).
El Tribunal Superior está compuesto por cinco Magistrados Numerarios y un supernumerario; su presidencia recae en uno de los numerarios que es electo, de entre sus miembros, por un período de tres años. Los Tribunales Unitarios están a cargo de un Magistrado Numerario. Los Magistrados Agrarios son designados por el Senado de México a propuesta del Presidente de México.  
Identificado como uno de los logros de la Revolución Mexicana de 1910 y, en particular, resultado de las propuestas contenidas en el Plan de Ayala propuesto por Emiliano Zapata en 1911, el reparto agrario tuvo lugar en México, permitiendo la distribución de una importante porción del territorio del país (100 millones de ha.) en organizaciones denominadas ejido y comunidades. 
Con la reforma a la Constitución Política de los Estados Unidos Mexicanos llevada al cabo en 1992, fue creada una nueva institucionalidad conformada por los Tribunales Agrarios, la Procuraduría Agraria, el Registro Agrario Nacional y el Fideicomiso "Fondo Nacional de Fomento Ejidal". 
En 2019, la propiedad social en México comprendía 29,787 ejidos y 2,406 comunidades agrarias, ocupando un total de 99 millones 729 mil 008 hectáreas (82 millones 291 mil 058 en ejidos y 17 millones 437 mil 950 en comunidades), que conforman el ámbito de competencia de los Tribunales Agrarios.